# 록히드 해브 블루

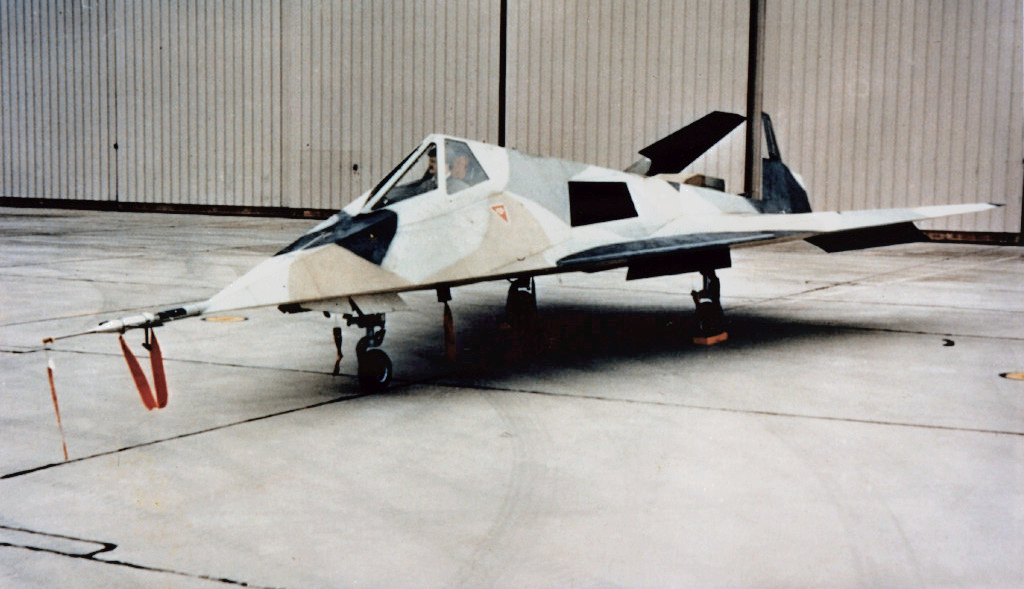
록히드 해브 블루

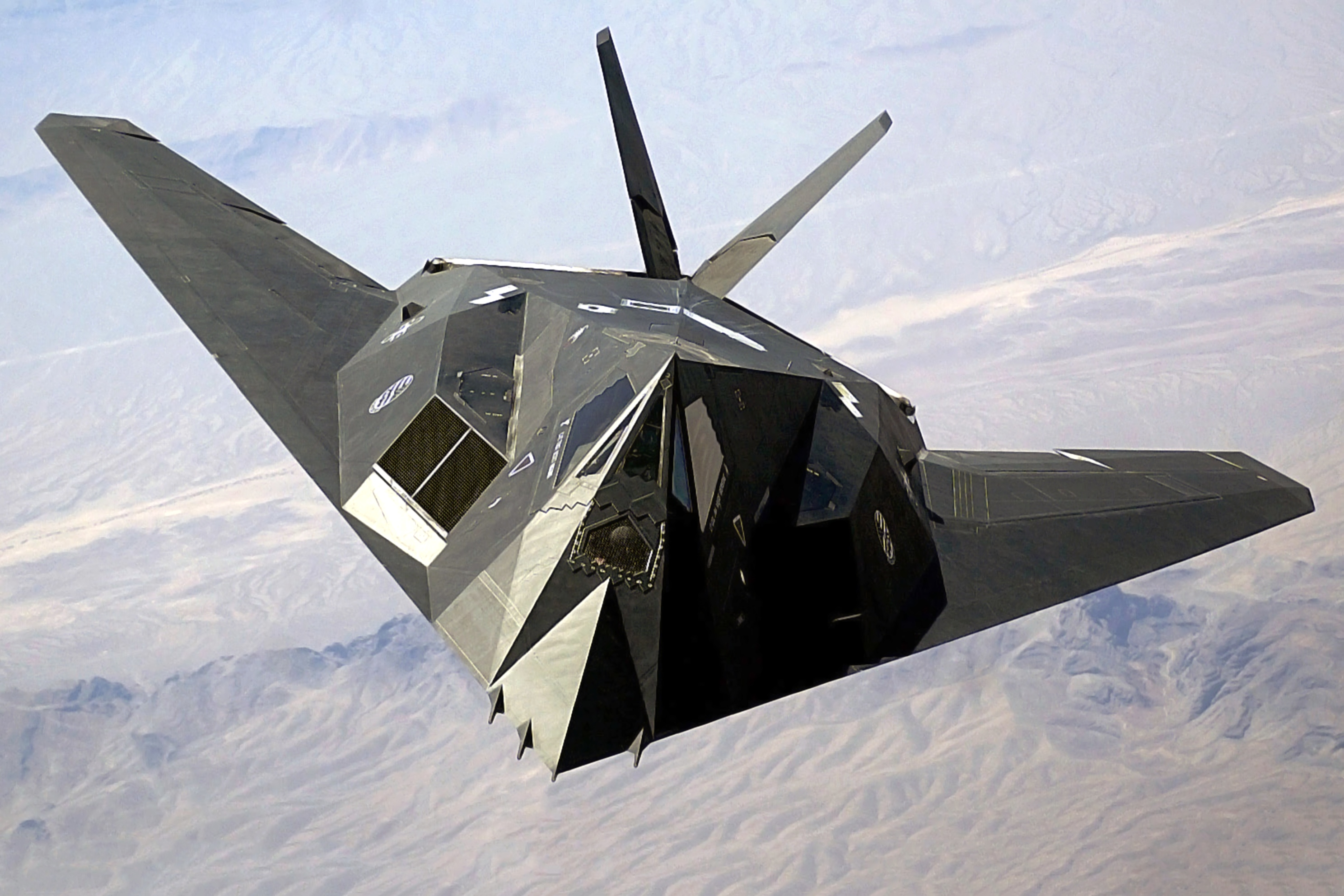
록히드 F-117 나이트호크 공격기

록히드 해브 블루는 록히드가 개발한 개념 증명 시제기이다.

## 역사
레이더 탐지를 회피하기 위해 개발되었다. 월남전에서 레이더 유도 지대공 미사일(SAM)과 대공포(AAA)는 미국 공군의 큰 위협이었다. 그래서 공격기들은 종종 근접항공지원(CAS), SEAD기들의 지원을 받아야만 했다.
S-75 지대공 미사일은 사거리 45 km, 고도 3-23 km였다. 미국 공군기들은 고도 4-5 km에서 공습을 했다. 대공포(AAA)가 고도 3 km까지 요격하기 때문이었다. 그러나 최초로 S-75 지대공 미사일에 F-4 전투기가 격추되자, 미군 공격기들은 고도 3 km 이하로 비행해야만 했다. 그러자 대공포의 공격을 받았다. 그래서 대공포를 공습하는 SEAD기들의 지원을 받아야만 했다.
1973년 욤 키푸르 전쟁은 지대공 미사일에 취약한 전투기의 문제가 다시 부각되었다. 이스라엘 공군은 18일 동안 109대의 전투기를 잃었다. 역시 소련 S-75 지대공 미사일의 위력이 실전에서 입증되었다.
소련은 냉전 기간 동안 중거리 탐색 레이더, 장거리 탐색 레이더를 배치헤 네트워크화 시켰다. 핵심 보호시설 주변에는 SAM과 AAA를 배치해 접근해 오는 적기로부터 방어했다.
1973년 욤 키푸르 전쟁의 경험으로, NATO군은 큰 위협을 받았다. NATO의 군용기 숫자로는, 2주일만에 모두 격추될 것으로 예상되었다.
록히드 스컹크 웍스는 해브 블루를 개발했다. 1977년 12월 1일 초도비행했다. 이를 바탕으로 록히드 F-117 나이트호크 공격기를 개발했다. 세계 최초의 스텔스기이다. F-117은 1981년 6월 18일 초도비행했고, 2008년 4월 22일 퇴역했고다. F-117의 스텔스 폭격 임무를 현재 F-35 전투기가 대신 맡고 있다.

## 같이 보기
- 록히드 F-117 나이트호크
- MBB 람피리데